# Selkäsaaret (ö i Finland, Mellersta Finland, Jyväskylä, lat 62,40, long 26,25)
Selkäsaaret är en ö i Finland. Den ligger i sjön Kynsivesi och Leivonvesi och i kommunen Laukas i den ekonomiska regionen  Jyväskylä ekonomiska region  och landskapet Mellersta Finland, i den centrala delen av landet, 260 km norr om huvudstaden Helsingfors. Öns area är 3,7 hektar och dess största längd är 0,6 kilometer i sydöst-nordvästlig riktning.  Notera att namnet antyder att det är fråga om flera öar.